# إذاعة العيون الجهوية
إذاعة العيون الجهوية هي إذاعة مغربية جهوية يقع مقرها في العيون.

## تاريخ
تشكل إذاعة العيون والتي هي استمرار لإذاعة صوت التحرير والوحدة بطرفاية التي خاضت خلال سنتي 1974 و 1975 معركة إعلامية بطولية بمشاركة الرعيل الأول من الصحفيين والإعلاميين وأطر الإذاعة والتلفزة المغربية، دفاعا عن الوحدة الترابية بعزيمة لاتكل حيث واكب هؤلاء تطورات قضية الصحراء آنذاك ووصول أفواج متطوعي المسيرة الخضراء الخالدة إلى مدينة طرفاية المجاهدة. وبعد استرجاع المغرب لأقاليمه الصحراوية كانت إذاعة العيون أول إدارة عمومية سلمتها السلطات الاستعمارية الأسبانية للحكومة المغربية.
وهكذا شرعت إذاعة المملكة المغربية في بث برامجها من عيون الساقية الحمراء يوم 25 ديسمبر 1975، وكان الصحفي الإذاعي محمد جاد أول من أعلن من أستوديو إذاعة العيون: «هنا إذاعة المملكة المغربية من عيون الساقية الحمراء». ومنذ ذلك التاريخ وإذاعة العيون تواكب التحولات السياسية والاقتصادية والاجتماعية التي تعرفها على الموجة المتوسطة في الدول المجاورة خاصة موريتانيا والجزائر ومالي والسنغال وجزر الكناري.
إلى جانب بث برامجها على الأثير، أطلقت إذاعة العيون موقعها على شبكة الإنترنت سنة 2004 كأول موقع لإذاعة جهوية بالمملكة المغربية. ويعمل الموقع بالتوازي مع البث الإذاعي اليومي لإذاعة العيون الجهوية، عبر التعريف بالطاقم والبرامج الإذاعية وطرح الأخبار اليومية بين أيادي الزوار.
يشار إلى أن النسخة الحالية من الموقع هي النسخة الثالثة، إذ أن طاقم إذاعة العيون يبحث باستمرار عن تسهيل الوصول إلى المعطيات وتيسير الإبحار على الموقع، وقد تمت في النسخة الحالية مراعاة آراء العديد من زوار الموقع ومستمعي إذاعة العيون، وبمناسبة عيد المسيرة الخضراء يوم 6 تونبر 2004 تم إطلاق قناة العيون الجهوية كأول قناة تلفزيونية جهوية بالمغرب.
إفتتحت إذاعة العيون الجهوية مقرها الجديد الذي يقع بشارع الزرقطوني في سنة 2006 و يتشكل المقر من طابقين: الطابق السفلي ويضم: مكتب رئيس المحطة الجهوية لإذاعة العيون، غرفة التحرير والإنتاج، الكتابة، خلية المونطاج، مكتب رئيس القسم التقني، مكتب موقع إذاعة العيون الجهوية، مقصف. أما الطابق العلوي فيضم ثلاث استوديوهات ومكتب المحافظة.

## الطاقم الإذاعي

### قاعة التحرير والإنتاج
من قاعة التحرير والإنتاج يتم يوميا الارتباط بمصادر الخبر والعمل على مد المستمعين بآخر الأخبار وجديد البرامج، ومنها يتم إرسال فرق للتغطيات والحصول على الأخبار، يشتغل في هذه القاعة كل من قسم التحرير العربي والأسباني وقسم الإنتاج. وتبث إذاعة العيون برامجها ابتداءا من الساعة السابعة من مساء كل يوم، ويستمر البث إلى حدود الواحدة صباحا ويتضمن البرنامج اليومي نشرتين إخباريتين رئيسيتين. الأولى على الساعة العاشرة ليلا. والثانية في منتصف الليل إضافة إلى مواجيز إخبارية على رأس كل ساعة. وكل يوم أحد تبث إذاعة العيون برامجها على الأمواج الوطنية والدولية ابتداء من منتصف الليل وإلى غاية الخامسة صباحا من يوم الإثنين.

### الإستوديوهات
من استوديوهات إذاعة العيون يتم يوميا الارتباط بأمواج البث، وتبث إذاعة العيون برامجها بالعربية والحسانية والإسبانية وذلك على الموجة المتوسطة 711 كيلوهرتز وعلى الموجة الترددية 91,1 FM. ويشرف القسم التقني على السهر على ضبط جودة الصوت وتسجيل المواد من داخل الاستيديوهات أو بثها مباشرة للمستمعين.

### المحافظة
تحتوي غرفة المحافظة على التسجيلات الصوتية وكل المواد التي تبث على أثير إذاعة العيون الجهوية، ومنها يتم يوميا تنسيق البرامج وتسجيل مواعيد بثها والتأكد من جاهزيتها للبث بعد سماعها.

## الإدارة
- الرئيس المدير العام: فيصل العرايشي
- المدير المركزي: محمد لغظف الداه

## البرامج
تبث الإذاعة برامج برامج إعلامية عامة وسياسية وواجتماعية ورياضية وبرامج تعليمية ودينية. لكنها مخصصة بالأساس للثراث الثقافي الصحراوي كالمسرح والموسيقى الحسانية. وتغطي كذلك كل الأحداث الوطنية وتناقش العديد من القضايا مثل الجهوية الموسعة، والحكم الذاتي، وحقوق الإنسان، وقضايا التنمية، ومختلف القضايا الاجتماعية الأخرى.

## وصلات خارجية
- موقع المحطة الجهوية لإذاعة عيون الساقية الحمراء